# Savannah Evans
Rachel Freeman (nacida el 9 de abril de 1986) es una luchadora profesional estadounidense, más conocida bajo el nombre de Savannah Evans quien compite en Total Nonstop Action Wrestling (TNA). Evans también ha trabajado en el circuito independiente en varias promociones como Evolve, Shimmer Women Athletes y Shine, además de aparecer en All Elite Wrestling (AEW).

## Carrera

### Primeros años (2014-2021)
Después de entrenar con Caleb Konley y George South, Evans hizo su debut en la lucha libre profesional el 30 de noviembre de 2014, durante el tercer programa de Queens of Combat, una promoción exclusivamente femenina, siendo derrotada ante Miss Diss Lexia. Desde 2017, Evans adaptó el apodo de "The Cannibal". Evans hizo su primera aparición en All Elite Wrestling (AEW) en el episodio del 27 de octubre de 2020 de AEW Dark, donde formó equipo con KiLynn King cuando las dos perdieron ante las ganadoras de la Women's Tag Team Cup, Diamante e Ivelisse.

### Impact Wrestling / Total Nonstop Action Wrestling (2021-presente)
El 8 de agosto de 2021, en Impact!, después de que Fire 'N Flava (Kiera Hogan y Tasha Steelz) perdieran ante Jordynne Grace y Rachael Ellering, Evans hizo su debut en Impact Wrestling atacando a Hogan y aliándose con Steelz, quienes se habían vuelto en contra de Hogan, disolviendo Fire 'N Flava. El 18 de septiembre, en Victory Road, que se grabó el 17 de agosto, Evans y Steelz desafiaron a Decay (Havok y Rosemary) por el Campeonato Knockouts en Parejas de Impact, pero no tuvieron éxito. El 9 de octubre, en Knockouts Knockdown, grabado el 17 de septiembre, Evans tuvo su primera victoria en Impact al ganar un combate Monster's Ball en memoria de Daffney, en el que participaron Alisha Edwards, Grace y Kimber Lee.
El 1 de abril de 2022, en Multiverse of Matches, Evans y Steelz participaron en un combate por el Campeonato Knockouts en Parejas de Impact, pero no tuvieron éxito. El 7 de abril, Evans confirmó que había firmado un contrato de varios años con Impact. El 18 de noviembre, en Over Drive, Evans y Steelz recibieron otra oportunidad por el Campeonato Mundial en Parejas de Knockouts contra The Death Dollz (Jessicka y Taya Valkyrie), quienes eran las campeonas en ese momento, pero no tuvieron éxito.
Tras la pausa de Steelz en Impact en enero de 2023, Evans encontró una nueva aliada en Gisele Shaw, ya que la ayudó a derrotar a Deonna Purrazzo el 24 de febrero en No Surrender. El 24 de marzo en Sacrifice, cuando Evans y Shaw atacaron a Purrazzo después de que Shaw perdiera en su lucha, Steelz regresó como face, atacando a Evans y Shaw. Tanto en Emergence en agosto de 2023 como en Victory Road en septiembre de 2023, Shaw y Evans desafiaron por el Campeonato Mundial en Parejas de Knockouts de Impact, pero perdieron ante las campeonas Masha Slamovich y Killer Kelly.

## En otros medios
En agosto de 2023, durante una firma virtual, Evans reveló que había realizado trabajos de acrobacias para la segunda temporada de Heels.

## Campeonatos y logros
- Intense Wrestling Entertainment
  - IWE Mayhem Championship (1 vez)[2]
  - IWE Women's Championship (1 vez)[2]

- Fest Wrestling
  - Fest Wrestling Championship (1 vez)[2]

- Fire Star Pro Wrestling
  - FSPW Jewels of Wrestling Championship (1 vez)[2]
  - FSPW Women's Championship (1 vez)[2]

- Platinum Pro Wrestling
  - Diamonds Division Starlight Championship (1 vez)[2]

- Pro Wrestling Illustrated
  - Situada en el Nº52 en el PWI Female 150 en 2022.